# St. Andrews Lake
St. Andrews Lake (pierwotnie „A” Lake, A Lake) – jezioro w kanadyjskiej prowincji Nowa Szkocja, w hrabstwie Halifax, na południowy zachód od jeziora Shubenacadie Grand Lake.